# 爱路街道
爱路街道，是中华人民共和国黑龙江省绥化市北林区下辖的一个乡镇级行政单位。

## 行政区划
爱路街道下辖以下地区：
康怡社区、八一社区和建设社区。